# Sandra Kim
Sandra Kim é o nome artístico de Sandra Caldarone, a cantora belga que venceu o Festival Eurovisão da Canção 1986 cantando "J'aime la vie". É conhecida também por ser a mais jovem vencedora da história do festival (na época de sua vitória ela tinha apenas 13 anos de idade).
A cantora, que é descendente de italianos, nasceu em 15 de outubro de 1972 na cidade de Montegnée, na Bélgica. Ela cantava desde os sete anos e frequentou curso de jazz. Também frequentou cursos de teatro e de elocução.
Ela tinha apenas 13 anos quando participou do Festival Eurovisão da Canção em 1986, e não 15, como havia afirmado aos jornalistas. Todavia, nesse ano não havia limite mínimo de idade para a participação no Festival. Atualmente só podem participar a partir dos 16 anos de idade.
Kim tem gravado ao longo de sua carreira canções em várias línguas, principalmente em francês, inglês, neerlandês e italiano.

## Discografia
- J'aime la vie (1986)
- Bien dans ma peau (1988)
- Balance tout (1991) / Met open ogen (1991)
- Les Sixties (1993) / Sixties (1993)
- Onvergetelijk (1997)
- Heel diep in mijn hart (1998)